# یواس‌اس تاسکانا (ای‌کی‌ان-۳)
یواس‌اس تاسکانا (ای‌کی‌ان-۳) (به انگلیسی: USS Tuscana (AKN-3)) یک کشتی بود که طول آن ۴۴۱ فوت ۶ اینچ (۱۳۴٫۵۷ متر) بود. این کشتی در سال ۱۹۴۳ ساخته شد.